# ライド (小惑星)
ライド（4763 Ride）は、小惑星帯に位置する小惑星。ローウェル天文台のエドワード・ボーエルによって発見された。

## 名称
アメリカ合衆国の宇宙飛行士、サリー・ライドに因んで命名された。
ライドは1983年と84年の2度、搭乗運用技術者（ミッション・スペシャリスト）として宇宙で活動を行った、米国初の女性宇宙飛行士である。1987年にNASAを辞職したのちは物理学者として研究・教育活動を行っており、1992年の小惑星命名当時はカリフォルニア大学教授を務めている。

## 註
1. 1 2  MPC 19698（1992年2月18日）